# Division de Lucknow
La Division de Lucknow est l'une des 18 divisions administratives de l'État indien de l'Uttar Pradesh.

## Districts
Elle est constituée de 6 districts :
- Lucknow
- Hardoi
- Lakhimpur Kheri
- Raebareli
- Sitapur
- Unnao